# أقوى من الحياة (فلم)
أقوى من الحياة هو فيلم مصري عرض عام 1960، بطولة مريم فخر الدين وعماد حمدي وكمال الشناوي، ومن إخراج محمد كامل حسن.

## قصة الفيلم
تدور الأحداث حول «حسين سامي» الموظف البسيط الذي يتزوج من «زينب» وهي أرملة ثرية لها ابنة. تستمر الحياة بينهما وينجبان طفلًا صغيرًا شقيًا، يشعر حسين بالغيرة من اهتمام زينب بالابنة ويشك في سلوكها من تردد أحد أقاربها على المنزل، يدبر خطة لقتل ابنة زوجته بوضع السم في مشروب الكاكاو، لكن يتناوله ابنه بالصدفة ويموت، تتجه الشبهات نحو زينب ويتم القبض عليها بتهمة قتل ابنها، ويتولى أحد أقاربها الدفاع عنها.

## طاقم التمثيل
- مريم فخر الدين: (زينب عبد اللطيف)
- عماد حمدي: (مجدي عبد الحميد)
- كمال الشناوي: (حسين سامي)
- عبد المنعم إبراهيم: (خليل - وكيل المحامي)
- وداد حمدي: (شلبية)
- نجمة إبراهيم: (حفيظة عبد الستار - والدة زينب)
- فاخر فاخر: (وكيل النيابة)
- عبد القادر المسيري: (قاضي الجنايات)
- إسكندر منسي: (عويس)
- أحمد عبد الفتاح: (السائق)
- محمد عثمان
- حسين إسماعيل: (بواب)
- أنور مدكور: (ضابط الكمين)
- عبد الحميد بدوي: (بواب)
- سعد زغلول
- محمد كامل حسن: (محامي زينب)
- مجدي كامل حسن: (عادل - الطفل)
- ميرفت عزو: (هدى - طفلة)
- محمد الرملي: (حاجب النيابة)
- عبد المنعم سعودي: (مأمور السجن)
- سميحة محمد: (سجانة)

## فريق العمل
- إخراج: محمد كامل حسن
- تأليف: محمد كامل حسن
- مدير التصوير: عبد العزيز فهمي
- مونتاج: عطية عبده
- إنتاج: أفلام رمسيس نجيب
- توزيع: الشرق لتوزيع الأفلام